# كولن سميث
كولن سميث (بالإنجليزية: Colin Smith) (3 نوفمبر 1958 المملكة المتحدة - ) هو لاعب كرة قدم بريطاني، يلعب كمدافع، لعب 244 مباراة وسجل 7 أهداف.

## مسيرته

### مسيرته مع الأندية
- 1982 - 1983 لعب مع نورويتش سيتي 4 مباريات.
- 1983 - 1985 لعب مع كارديف سيتي 50 مباراة سجل خلالها 3 أهداف.
- 1985 - 1990 لعب مع نادي ألدرشوت 190 مباراة سجل خلالها 4 أهداف.